# 키롭스키 자보트역
키롭스키 자보트 역(러시아어: Кировский завод)은 러시아 상트페테르부르크 시에 있는 상트페테르부르크 지하철 키롭스코 비보륵스카야 선의 철도역이다. 이 역은 1955년 11월 15일에 개통되었다. 역명은 키로프 공장이 인근에 위치하여 제정되었다.

## 개요
키롭스키 자보트 역은 건축가 A.K. 안드리바, 엔지니어 O.V. 이바노바에 의해 설계되었고 바실알렉시브의 모퉁이에 위치한다. 역 내부는 넓은 화강암 계단이 있는 고대 그리스 사원을 연상시키는 특징적인 스타일로 만들어졌다. 건물의 직사각형은 플루팅이 있는 44개의 기둥을 형성한다.
좌측 벽면에는 조명이 켜진 거대한 지하철 노선이 존재하였고 공중 전화 박스가 있었다. 세 개의 에스컬레이터를 포함한 역의 경사면은 역의 북쪽 끝에 위치한다. 로비에 있는 에스컬레이터 홀에는 요금을 내지 않고 게이트 안팍을 분리하는 바리어가 없다. 이 전시관은 파르테논 신전 및 기념관과 같은 스타일을 가지고 있다.